# High School Samurai
 (décembre 2020).
Le contenu est difficilement compréhensible vu les erreurs de traduction, qui sont peut-être dues à l'utilisation d'un logiciel de traduction automatique.
High school samurai (明日のよいち!, Asu no yoichi!) est un manga de Yū Minamoto sorti entre 2006 et 2011 en 15 volumes. Il a été adapté en série d'animation en 2009. Le premier épisode a été diffusé sur la chaine française KaZe TV la même année.

## Histoire
L'histoire parle d'un garçon qui se nomme Yoichi Karasuma et qui a passé toute sa vie dans les montagnes avec son père, qui l'entraîne dans la voie du samurai. 
Le jeune homme de 17 ans, qui ne connaît rien à la ville, est forcé par son père à passer un séjour chez une famille de quatre sœurs, qui s'occupe d'un dojo parallèle à celle du kamasutra, pour pouvoir forger son esprit dans ce monde qui lui est encore inconnu. Il est tout de suite remarqué par les gens à cause de ses habits à l'ancienne et sa façon de parler. Il est troublé par le paysage, mais aussi par les filles, lui qui n'en avait pratiquement jamais vu dans sa vie.

## Anime
L'anime comporte 12 épisodes dans laquelle ses relations évoluent avec les sœurs et avec ses nouvelles rencontres... 

### Musique
Générique d'ouverture
"Egao no Riyuu" (笑顔の理由) par Meg Rock
Générique de fin
"Life and proud" par Aki Misato

### Liste des épisodes
| No | Titre français                                | Titre japonais               | Titre japonais                | Date de 1re diffusion |
| No | Titre français                                | Kanji                        | Rōmaji                        | Date de 1re diffusion |
| --- | --------------------------------------------- | ---------------------------- | ----------------------------- | --------------------- |
| 01 | Le Samouraï arrive !                          | サムライ来る!                | Samurai Kuru!                 | 8 janvier 2009        |
| Yoichi Karasuma, un jeune samouraï ayant vécu dans les montagnes depuis qu'il est tout petit, arrive soudain en ville et fait la connaissance des quatre filles avec lesquelles il va vivre. Il mettra ainsi la pagaille dans un centre commercial. Il finira par rencontrer Ibuki Ikagura, l'ainée des quatre sœurs et le maître du dôjô Ikagura. |                                               |                              |                               |                       |
| 02 | Bienvenue au lycée Yokuryô                    | ようこそ翼高                 | Yōkoso Yokkō                  | 15 janvier 2009       |
| Yoichi va découvrir l'école de la ville, le lycée Yokuryô, où se trouve Ibuki et Ayame, sa sœur. Il reverra Ryô Washizu, le voyou contre qui il s'est battu à la gare. Après ce combat, Yoichi aura de la fièvre, Ayame décidera de lui préparer une soupe.                                                                                        |                                               |                              |                               |                       |
| 03 | Elle est extraordinaire déshabillée !         | 脱いだらすごいんです         | Nui Dara Sugoin Desu          | 22 janvier 2009       |
| Une nouvelle élève vient d'intégrer le lycée Yokuryô, il s'agit de Tsubasa Tsubame mais en vérité c'est le maître de l'école Tsubame-Benten avec son amie Angela Takatsukasa pour éliminer Yoichi. Tsubame refuse, alors Angela la déshabille, et elle combat Yoichi sans réfléchir.                                                               |                                               |                              |                               |                       |
| 04 | Chihaya fait semblant d'être Chihaya          | ちはやぶるちはや             | Chihayaburu Chihaya           | 29 janvier 2009       |
| Chihaya décide de tester Yoichi. Mais un jour, elle emporte ses feuilles de mangaka au lieu de son cahier de cour, Yoichi décide de le lui rapporter et sème la pagaille dans son collège. |                                               |                              |                               |                       |
| 05 | Sortons ensemble !                            | デートしようぜ!              | Dēto Shiyō Ze!                | 5 février 2009        |
| Yui Hinagata, une lycéenne du lycée Yokuryô, donne une lettre d'amour demandant un rendez-vous avec Yoichi. Ibuki est jalouse et décide sortir avec lui le même jour. |                                               |                              |                               |                       |
| 06 | Washizu arrive !                              | わっさん来る!                | Wa-san Kuru!                  | 12 février 2009       |
| Washizu est invité à venir au dôjô Ikagura. Il fait un concours de pompes avec Yoichi. |                                               |                              |                               |                       |
| 07 | maillots de bain scolaires, blancs et bikinis | スクミズ シロスク セバレート | Sukumizu Shirosuku Sebarēto   | 19 février 2009       |
| Ibuki vient de gagner à la loterie des billets pour passer les vacances sur une île. Masashi, un ami de Kagome, la plus jeune des quatre sœurs, prétend que qu'Ibuki sèche les cours de natation. Elle s'enfuit dans la forêt. Puis Yoichi est attaqué par deux surfeurs.                                                                          |                                               |                              |                               |                       |
| 08 | Tu étais méchant à cette époque-là            | あの時君はワルかった         | Ano Toki Kimi Ha Waru Katta   | 26 février 2009       |
| Washizu n'est plus méchant comme il était avant. Un jour, il a été pris en photo par une bande de voyous pendant qu'il était en train de se disputer avec Ayame. Pensant que c'est sa petite amie, les voyous décident de la capturer pour faire du mal à Washizu.                                                                                 |                                               |                              |                               |                       |
| 09 | Un flamboyant festival d'été                  | 飛んで火に入る夏祭り         | Ton de Hi Ni Iru Natsumatsuri | 5 mars 2009           |
| Le festival d'été va commencer, Washizu s'entraîne à avouer son amour à Ibuki mais au moment où il le fait, il est vu par Ayame pensant que c'est à elle qu'il s'adressait. Washizu élabore un plan, pour passer le festival avec Ibuki mais il se retrouve avec Ayame.                                                                            |                                               |                              |                               |                       |
| 10 | Combat mortel dans les sources secrètes !     | 秘湯で死闘!                  | Hitō de Shitō!                | 12 mars 2009          |
| Ibuki a gagné des vacances dans des sources chaudes, mais elle se fait capturer par Ukyo Saginomiya, son ami d'enfance. |                                               |                              |                               |                       |
| 11 | Ibuki est à moi                               | いぶきさんはもらったよ       | Ibuki-san Ha Moratta Yo       | 19 mars 2009          |
| Ibuki est revenu à ses quatre ans, Ukyo, qui en est la cause, explique que c'est grâce à une potion de sa sœur Sakon Saginomiya. Ukyo prétend être le fiancé d'Ibuki et le seul qui peut lui apporter le bonheur. Pendant ce temps, Ibuki... |                                               |                              |                               |                       |
| 12 | Yoichi, jour après jour !                     | あすの与一!                  | Asu no Yoichi!                | 26 mars 2009          |
| Ukyo décide de se marier avec Ibuki. Yoichi et les autres décident de la sauver. Sakon hésite à se battre contre ses ennemis puis demande à Yoichi de ramener son frère à la raison. Yoichi se bat contre Ukyo et il gagne, quant à Ibuki, elle retrouve entièrement la mémoire.                                                                   |                                               |                              |                               |                       |